# 张宝明 (1940年)
张宝明（1940年11月—），黑龙江齐齐哈尔人，中华人民共和国政治人物、工程师。

## 生平
1963年9月，毕业于阜新矿业学院（现辽宁工程技术大学）矿建系测量专业毕业。1963年9月至1979年3月，任阜新矿务局海洲矿技术员、技术科副科长、生产科副科长、矿革委会副主任、副矿长。文化大革命期间，被冲击，1968年7月至1970年10月，在辽宁省阜新市彰武县阜新矿务局海洲矿“五七”农场劳动。1974年3月，加入中国共产党。1979年3月至1981年8月，任长春露天煤矿设计院采运室主任、党支部书记。1981年8月至1982年4月，任阜新矿务局海洲矿副矿长。
1982年4月至1986年8月，任阜新矿务局副局长、局长。1986年8月至1988年4月，任煤炭工业部副部长、党组成员。1988年4月至1993年4月，任中国统配煤矿总公司副总经理、党组成员。1993年4月至1996年4月，再任煤炭工业部副部长、党组成员。1996年4月至1998年3月，升任中华人民共和国煤炭工业部副部长、党组副书记。1998年3月至2000年3月，任国家煤炭工业局（国家煤矿安全局）局长、党组书记。2000年3月至2001年2月，任国家煤炭工业局局长、党组书记。2001年2月至2002年5月，任国家安全生产监督管理局（国家煤矿安全监察局）局长、党组书记。2003年3月当选为政协第十届全国委员会常务委员。
此外他担任中共第十五届中央候补委员。